# 契约

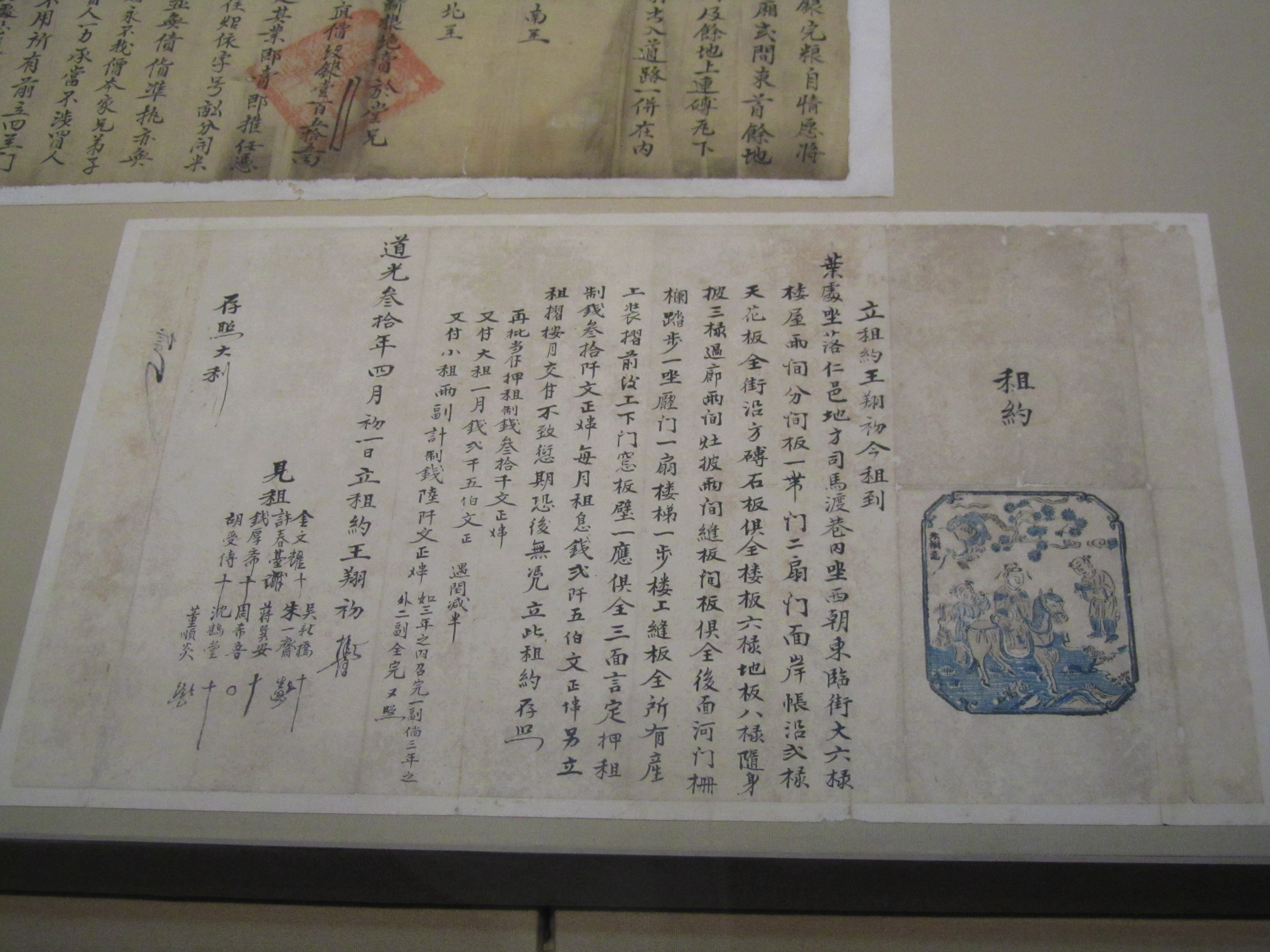
道光三十年王翔初租屋契约，浙江省博物馆武林馆区藏

契約是雙方當事人基於意思表示合致而成立的法律行為，為私法自治的主要表現。一般而言，契約是指私法上的法律行為，可分為債權契約（例如買賣包含線下購物和網路購物）、物權契約（例如所有權移轉登記）及身分契約（例如結婚）等，不過在公法上也可能存在契約關係（例如 行政契約 （页面存档备份，存于））。在民法上，狹義的契約（即債權契約）為債之發生的原因之一，而一般僅稱契約時所指稱者也多屬債權契約。契約行為並不等於「契約書」，一份契約書中可能包含不只一個契約行為；契約行為也不以做成書面為必要，契約原則上為諾成且不要物的法律行為，只有在例外情形，基於特殊考量（例如公益）時法律會明文要求。
契約是以雙方當事人互相對立合致的意思表示所構成的，其中包括要約及承諾兩個基本的意思表示。要約是表意人所發出，欲得到相對人承諾而發生一定私法上效力的意思表示。承諾則是針對要約所為的肯定答覆，承諾的內容必須和該要約的內容完全一致，否則即為新要約而非承諾。應與要約區分的是要約之引誘，其並非意思表示，而是觀念通知，為準法律行為之一種，不生要約拘束力。

## 大陆法系

### 中華民國
契約一詞定義據《民法》第 153 條：
當事人互相表示意思一致者，無論其為明示或默示，契約即為成立。當事人對於必要之點，意思一致，而對於非必要之點，未經表示意思者，推定其契約為成立，關於該非必要之點，當事人意思不一致時，法院應依其事件之性質定之。
契約一詞彙出現在中央法規約1826條法條內容中。
人與人之間的法律關係，最常見的就是以「契約行為」發生的「債」的法律關係。實際上，民法是鼓勵以法律行為的方式來建構法律關係，而其中最典型、最基本的一種就是「契約」。

#### 成立與要件

##### 成立要件
契約成立之第一個要件就是須有雙方當事人，而且雙方當事人相互為對立之意思表示。所謂對立，意指雙方意思表示的內容是互補的，例如一方要買、另一方要賣；一方要出租、另一方要承租等。雙方當事人之意思表示除需對立外，亦需趨於一致。所謂一致，也就是契約標的是相同的，例如一方要買房子、但另一方要賣車子，雖亦有互補之意思表示，但其標的是完全不相同的，所以也就無法成立契約。 其他的成立要件尚包括：意思表示之內容須以發生債之關係為目的、契約為法律行為但有時需具備其他法律事實始得成立等。

##### 要約
契約的成立是透過「要約」→「承諾」的過程而達成，意思表示在先的為要約，意思表示在後的為承諾。要約是以訂立契約為目的，其作用在於徵求相對人之承諾，故而一旦形成意思表示，即具有拘束力。所謂拘束力，意指要約人不得將要約之內容任意擴張、限制、變更或撤回，因此形成要約之後，要約人即無反悔之餘地，此即民法第154條第1項前段規定：「契約之要約人，因要約而受拘束。」之意旨。

##### 要約之引誘
常見到企業或機關係以「要約之引誘」來表示締約意願，使他人向自己為要約之行為，例如家中常收到的廣告傳單、房屋招租之告示牌、政府採購之公告等。此可見於民法第154條第1項後段之規定：「但要約當時預先聲明不受拘束，或依其情形或事件之性質，可認當事人無受其拘束之意思者，不在此限。」 應如何區分要約與要約之引誘？參考民法第154條第2項：「貨物標定賣價陳列者，視為要約。但價目表之寄送，不視為要約。」由條文可知，當商品標價陳列於貨物架上時，商家已形成要約之行為，顧客取下商品於櫃臺結帳即為承諾，故在結帳前契約尚未成立，然要約之拘束力已形成，故商家有義務以陳列架上之標價或標示之優惠出售商品；而經郵寄或電子郵件所收到之訊息，則僅屬要約之引誘，並不能以之為結帳之依據，而商家也多會於訊息上註明實際售價以賣場陳列為準等字樣。

##### 承諾
承諾之效力即為契約成立，所以承諾生效之時即為契約成立之時。
民法以第156條「對話為要約者，非立時承諾，即失其拘束力。」第157條「非對話為要約者，依通常情形可期待承諾之達到時期內，相對人不為承諾時，其要約失其拘束力。」及第158條「要約定有承諾期限者，非於其期限內為承諾，失其拘束力。」等規定，以承諾期限為要約之存續期限，確保雙方利益的衡平。

##### 成立的方式
一般契約依民法規定只需符合民法第153條第1項：「當事人互相表示意思一致者，無論其為明示或默示，契約即為成立。」之條件，即可合法成立，並不需特定之格式或形式，故稱為「不要式契約」。惟某些特定契約因其性質特殊，法律為使當事人慎重行事，並確保契約之存在與內容完整，特別規定該契約之成立需遵循一定之方式進行；或雙方當事人為保全契約內容及權利，互相約定應依一定方式進行，則均稱之為「要式契約」。如民法第422條規定：「不動產之租賃契約，其期限逾一年者，應以字據訂立之，未以字據訂立者，視為不定期限之租賃。」要求超過一年之不動產租賃契約應以書面為之，即為一例。

#### 種類
契約種類在與〈民法債編各論〉關聯的書籍內列舉出包括買賣、互易、交互計算、贈與、租賃、借貸（含使用借貸與消費借貸）、僱傭、承攬、旅遊、出版、委任、經理人及代辦商、居間、行紀、寄託、倉庫、運送（含物品運送與旅客運送）、承攬運送、合夥、隱名合夥、合會、指示證券、無記名證券、終身定期金、和解、保證、人事保證等計27種。
契約可依各種標準分為許多類型，下表為常見的法律分類類型。
| 分類方式 | 分類方式 | 類型舉例                                                                              |
| -------- | --- | ------------------------------------------------------------------------------------- |
| 1.       | 有名契約又稱典型式契約。民法中所明文規定、設有特別規定並賦予一定名稱的契約。 | 各地民法規定不盡相同                                                                  |
| 1.       | 無名契約又稱非典型式契約。 |                                                                                       |
| 2.       | 雙務契約「雙務契約」是指契約當事人雙方對於對方互負債務、互有債權的契約。完全雙務：雙方負給付義務，然雙方給付義務具有對價性；例如，有償委任，受任人：負處理委任事務給付義務，委任人：負報酬之給付義務。不完全雙務：雙方負給付義務，然雙方給付義務不具有對價性；例如，無償委任，受任人：負處理委任事務給付義務，委任人：負報酬之給付義務。又雙務契約依法可適用同時履行抗辯、不安抗辯的權利（參見民法第二百六十四條、第二百六十五條）及危險負擔的規定，單務契約則不能適用。 | 買賣、互易、合夥、租賃、雇傭、運送、和解等。                                          |
| 2.       | 單務契約，又稱片務契約，契約當事人僅有一方向對方負有債務，而他方享有債權者，則稱為「單務契約」。 | 贈與、保證、使用借貸、消費借貸、無償的委任等。                                        |
| 3.       | 諾成契約又稱不要物契約，僅須契約當事人意思表示合致，即可成立而不須目的物交付之契約。 | 大多數債權契約、婚約。                                                                |
| 3.       | 要物契約，又稱踐成契約，為須意思表示合致及現物之交付才能成立的契約。 | 使用借貸、消費借貸等。                                                                |
| 4.       | 有償契約為當事人之一方為給付，並約定他方須爲對價給付之契約。 | 買賣、互易、及附利息之消費借貸。                                                      |
| 4.       | 無償契約為僅一方當事人負擔債務之契約，而負擔債務之當事人不自他方當事人取得對價給付之契約。 | 如贈與、使用借貸等。                                                                  |
| 5.       | 要式契約為須具備一定方式才能夠成立的契約。 | 具體規定不盡相同，如民法規定終身定期金契約(730條)、期限逾1年之不動產租賃契約(420條)。 |
| 5.       | 非要式契約又稱不要式契約，為僅須當事人意思表示之合致，而不須具備任何方式即能成立的契約形式。 | 近代民法隨契約自由之原則發展，多數契約皆屬非要式契約。如婚約。                        |
| 6.       | 要因契約為以給付為成立原因（取得財產上利益為目的）的契約。 | 民法上的典型契約。                                                                    |
| 6.       | 不要因契約為不受原因欠缺使效力受影響的契約。 | 物權契約、票據行爲、債務拘束、債務承認等。                                            |
| 7.       | 主契約為不須以其他契約的存在爲前提，而能獨立存在的契約。 | 一般契約均屬之。                                                                      |
| 7.       | 從契約為須以其他契約存在前提的契約。 | 利息契約、定金契約、違約金契約、保證契約等。                                          |
| 8.       | 本約為履行預約而訂立的契約，本約中的基本要素及權利義務關係皆須明確規定。 |                                                                                       |
| 8.       | 預約為約定將來訂立特定契約的契約。 | 婚約。                                                                                |
| 9.       | 一時性契約為經一次之給付即可實現債之關係的契約。 | 買賣、贈與。                                                                          |
| 9.       | 繼續性契約為須當事人持續的履行才能實現契約關係的契約。 | 勞務、僱傭、租賃、終身定期金等。                                                      |
| 10.      | 債權契約為發生債之動的關係為目的的契約。 |                                                                                       |
| 10.      | 物權契約為發生物之靜的關係為目的的契約。 |                                                                                       |
| 10.      | 身分契約為融合人格之靜的關係為目的的契約。 |                                                                                       |
| 11.      | 附合契約為契約一方當事人僅能選擇接受既有契約內容與否的選擇，而無法議約內容之契約。 | 一般定型化契約、盟約                                                                  |
| 11.      | 非附合契約為契約雙方當事人均能協議內容的的契約。 |                                                                                       |

### 中華人民共和國
合同法一詞出現於《中華人民共和國民法典》。
1999年3月15日第九屆全國人大第二次全體會議通過《中華人民共和國合同法》，整合之前《經濟合同法》、《涉外經濟合同法》及《技術合同法》三個合同法為基礎，以《民法通則》為指導，移植和借鑒外國立法而成的產物，共23章428條，包括總則八章，即一般規定、合同的訂立、合同的效力、合同的履行、合同的變更和轉讓、合同的權利義務終止、違約責任、其他規定；分則十五章，即買賣合同、供用電、水、氣、熱力合同、贈與合同、借款合同、租賃合同、融資租賃合同、承攬合同、建設工程合同、運輸合同、技術合同、保管合同、倉儲合同、委託合同、行紀合同、居間合同；及附則1條。
與以往所有的合同法不同。首先，它第一次確認合同自由原則，並以此為基點構建起整個合同法律制度；第二，《合同法》對有名合同做了較為具體的規定；第三，《合同法》充分的反應社會主義市場經濟體制的要求，不僅體現商品經濟的合同觀念，而且以自由為根本取向構成整個合同法律制度。《合同法》的頒行標誌合同立法實現從計畫型的合同價值規範體系到建立市場經濟體制的自由型的合同價值；第四，《合同法》為制定民法典奠定基礎，規定一部分相當於債法總則的內容，在此基礎上增訂無因管理和不當得利等制度就可成為日後民法典的債編。
隨著民法法典化進程的不斷推進，民法法典化是民事立法的必經之路，也是大陸法系的固有傳統。合同法成為民法典的一部分已經成為合同法發展的必然選擇。在未來的民法典中是設債權法編還是設合同法編，民法學界曾有長時間的討論，但根據現有的民法法典化的前例，合同法作為債法的一部分加以規定是主流。民法典中的合同篇章結構問題，就是指通過何種方式來安排合同法的各個制度，使之成為一個安排科學、佈局合理、富有邏輯的制度體系，並與其他民事制度和諧共存。
按照《中華人民共和國民法典》的观点，主要是私法的一部分，也是民事法的一部分。合同法可以归类于债法里面的合同之债，与侵权行为、无因管理和不当得利共同构成债法的四大组成部分。
依據《中华人民共和国合同法》第一百一十八条，民事主体依法享有债权。
债权是因合同、侵权行为、无因管理、不当得利以及法律的其他规定，权利人请求特定义务人为或者不为一定行为的权利。债发生的原因在民法债编中主要可分为契约、无因管理、不当得利和侵权行为；债的消灭原因则有清偿、提存、抵销、免除等。
1. 合同。合同是债权产生最主要的原因。基于合同产生的债即为合同之债。合同之债是当事人在平等基础上自愿设定的，是民事主体主动参与民事活动，积极开展各种经济交往的法律表现。同时，只有依法成立的合同才能产生合同之债。
2. 侵权行为。侵权行为可分为一般侵权行为和特殊侵权行为。在一般侵权行为中，当事人一方只有因自己的过错而给他人造成人身和财产损失时，才负赔偿的责任，如果没有过错，就不需负赔偿责任。而在特殊侵权行为中，只要造成了他人的损失，就算你自己不存在过错，你仍要负赔偿责任。
3. 不当得利。不当得利是指既没有法律上的原因，也没有合同上的原因，取得了不当利益，而使他人受到损失的行为。在不当得利的情况下，受到损失的一方当事人有权要求取得利益的一方返还不当利益。
4. 无因管理。无因管理的含义是指，没有法定或者约定的义务，为避免他人的利益受损失而进行管理和服务的，提供管理和服务的一方有权要求他方支付必要的费用。

## 普通法系
在普通法系中，契約由普通法原則（Common Law rules）、衡平法原則（Equity doctrines）、以及在地成文法條文構成。

### 香港
如同其他普通法地區，香港除施行普通法原則與衡平法原則外，也制定了一系列法例規管——《服務提供（隱含條款）條例》（Supply of Services (Implied Terms) Ordinance；Cap.457）、《不合情理合約條例》（Unconscionable Contracts Ordinance；Cap.458）等等法例。香港法例（例如：《不合情理合約條例》）的制定是實際上也是在普通法原則及衡平法原則的基礎上制定的。

### 英國
在英国，契約法除了被成文法所影響，也同時受限於欧盟的指令與规则。

### 美國
美國契約法理論繼受英國普通法，將約因（consideration）與要約（offer）、承諾（acceptance），及意思表示合致（meeting of minds）等同列契約成立的基本要件。在美国，《统一商法典》在商業合約领域已经总结并修订了传统的判例法。美國法學會（American Law Institute）自1920-1930年代開始，為解決美國司法中判例法的日益不確定性和過分複雜性所進行的努力成果，其目標是將已存在的大量判例法予以系統化、條理化、簡單化，予以重新整編，即為美國法律整編。整編內容涵蓋契約法、侵權行為法、信託法、代理法等 15 項領域的法律，目前已完成三系列（類似三版）的整編。法律整編對司法並無法定的拘束力，但具有很強的權威性和說服力。事實上，律師及各個法庭經常援用法律整編且次數可觀，唯一由下而上的美國法整合，其重要性可見一斑。

### 書目
- 林誠二, , 瑞興圖書, 2003, ISBN 957-8815-11-5（繁體中文）

## 外部連結
- Australian Contract Law（页面存档备份，存于）
- Uniform Commercial Code (United States Contract Law) （页面存档备份，存于）
- Cornell Law School Wex entry on Contract Law（页面存档备份，存于）
- Principles of European Contract Law（页面存档备份，存于）
- United Nations Convention on Contracts for the International Sale of Goods, Vienna, 11 April 1980 （页面存档备份，存于）
- LexisNexis Capsule Summary: Contracts
- International Association of Contract and Commercial Management (IACCM)（页面存档备份，存于）